# Lumajo
Lumajo (Ḷḷumaxu en patsuezu) es una pedanía y localidad española perteneciente al municipio de Villablino, en la provincia de León, comunidad autónoma de Castilla y León. Está situado en la LE-492, siendo el último pueblo de esta carretera.

## Demografía

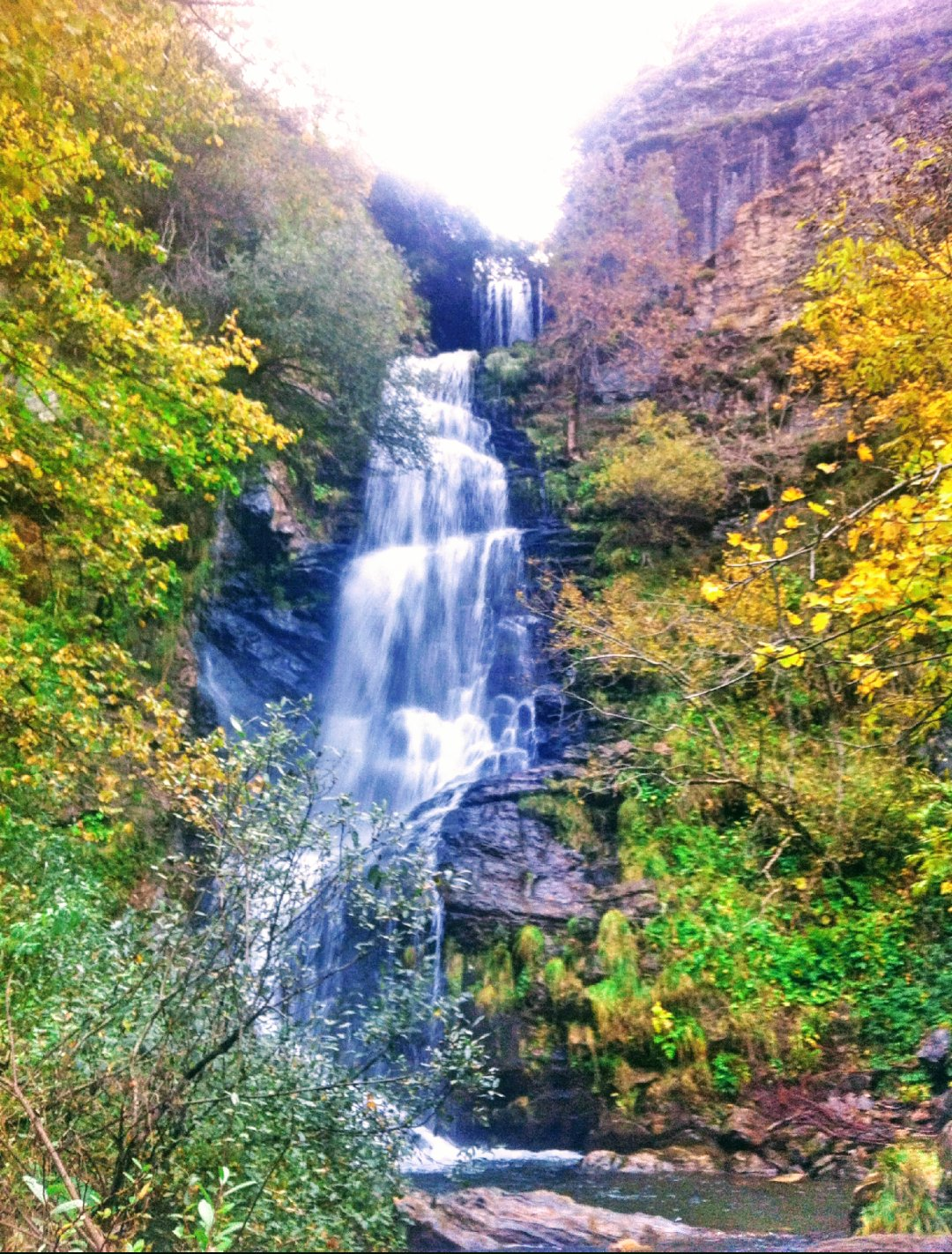
Cascada de Lumajo

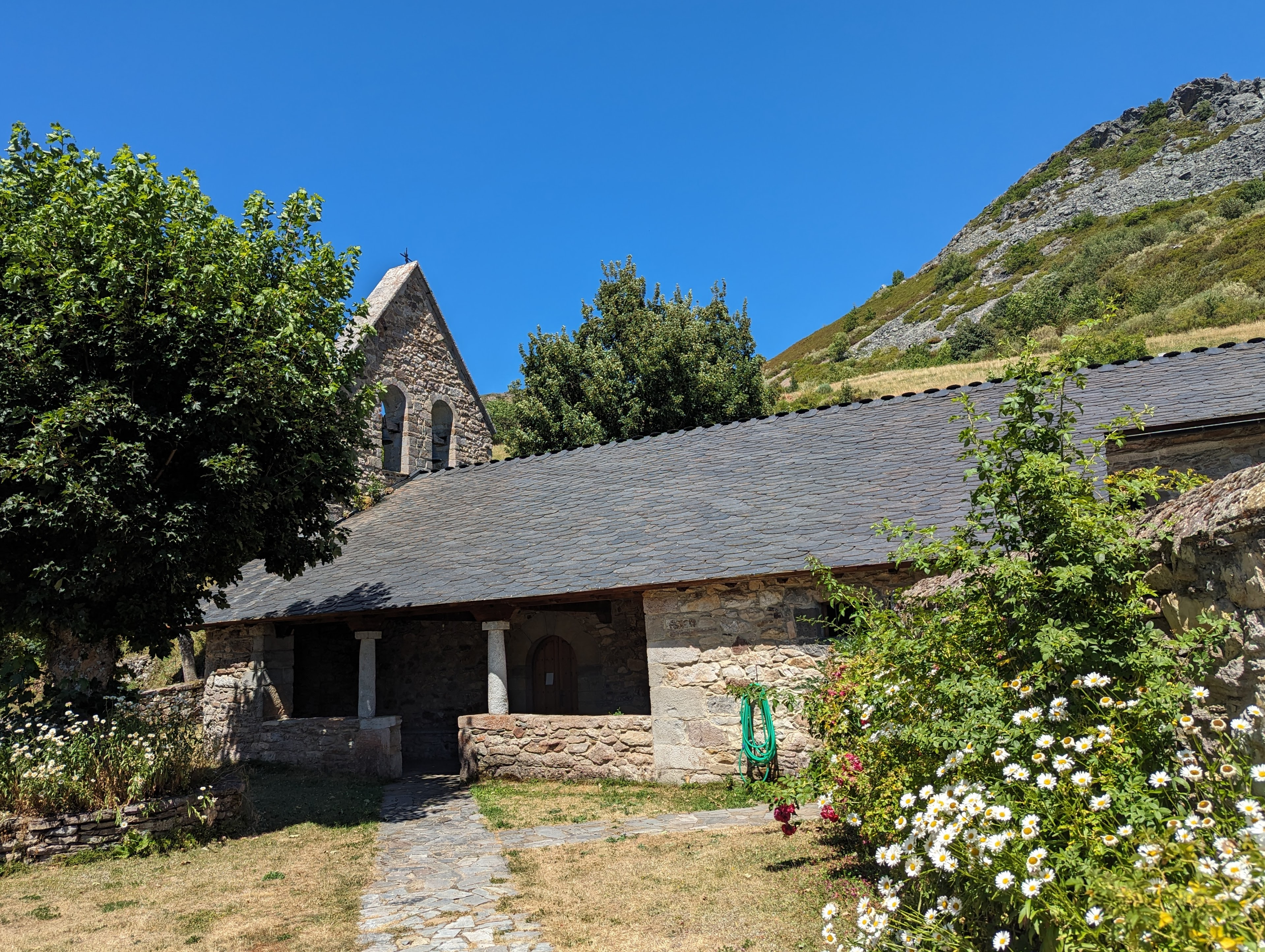
Iglesia de Santa María Magdalena

Tiene una población de 72 habitantes, con 35 hombres y 37 mujeres.